# Liste der Deutschen Meister im Hochsprung
Der Hochsprung gehört zu den Wettbewerben, die bei den  Olympischen Spielen von Anfang an auf dem Programm standen. In dieser technischen Disziplin kam es im Laufe der Jahrzehnte immer wieder zu Veränderungen der Technik. Für eine lange Zeit setzten die Springer den sog. Schersprung – Lattenüberquerung mit aufrechtem Oberkörper – ein, der v. a. bei den Frauen bis in die 1960er Jahre zur Anwendung kam. Bereits in den 1930er Jahren begann bei den Männern eine Entwicklung hin zum sog. Straddle, bei dem die Latte bäuchlings überquert wird. Dieser Stil war v. a. bei den Männern bis weit in die 1970er Jahre in Gebrauch neben einer neuen Technik, dem sog. Fosbury-Flop, bei dem die Latte rückwärts überquert wird. Die Frauen allerdings übernahmen nach einer relativ kurzen Übergangsphase mit der Straddle-Technik fast ausnahmslos diese neue Sprungform Ende der 1960er und zu Beginn der 1970er Jahre. Berühmt geworden war die Technik durch den Olympiasieger von 1968 Dick Fosbury. Heute findet man beim Hochsprung einzig noch diese Rückwärtssprung-Technik.
Auch bei den Deutschen Leichtathletik-Meisterschaften hielt die Disziplin früh ihren Einzug. Sie wurde hier durchgängig ausgetragen, bei den Männern seit 1903 und bei den Frauen seit 1922. 1914, 1944 und 1945 fanden kriegsbedingt keine Deutschen Meisterschaften statt.

## Deutsche Meisterschaftsrekorde
| Männer | 2,33 m | Dietmar Mögenburg (TV Wattenscheid 01)            | Düsseldorf | 12. August 1990 |
| Männer | 2,33 m | Wolf-Hendrik Beyer (LG Bayer Leverkusen)          | Duisburg   | 11. Juli 1993   |
| Männer | 2,33 m | Ralf Sonn (TSG Weinheim)                          | Duisburg   | 11. Juli 1993   |
| Frauen | 2,03 m | Heike Henkel, geb. Redetzky (LG Bayer Leverkusen) | München    | 20. Juni 1992   |

## Gesamtdeutsche Meister seit 1991 (DLV)
| Jahr | Ort            | Männer    | Männer                                                                           | Männer   | Frauen    | Frauen                                                | Frauen   |
| Jahr | Ort            | Datum     | Athlet                                                                           | Höhe [m] | Datum     | Athletin                                              | Höhe [m] |
| ---- | -------------- | --------- | -------------------------------------------------------------------------------- | -------- | --------- | ----------------------------------------------------- | -------- |
| 2025 | Dresden        | 2. August | Tobias Potye (Cologne Athletics)                                                 | 2,26     | 3. August | Christina Honsel (TV Wattenscheid 01)                 | 1,91     |
| 2024 | Dresden        | 3. August | Tobias Potye (LG Stadtwerke München)                                             | 2,18     | 30. Juni  | Imke Onnen (Hannover 96)                              | 1,88     |
| 2023 | Kassel         | 8. Juli   | Tobias Potye (LG Stadtwerke München)                                             | 2,27     | 9. Juli   | Marie-Laurence Jungfleisch (VfB Stuttgart)            | 1,84     |
| 2022 | Berlin         | 26. Juni  | Tobias Potye (LG Stadtwerke München) Mateusz Przybylko (TSV Bayer 04 Leverkusen) | 2,30     | 25. Juni  | Bianca Stichling (TSV Bayer 04 Leverkusen)            | 1,87     |
| 2021 | Braunschweig   | 6. Juni   | Tobias Potye (LG Stadtwerke München)                                             | 2,20     | 5. Juni   | Imke Onnen (Hannover 96)                              | 1,87     |
| 2020 | Braunschweig   | 9. Aug.   | Mateusz Przybylko (TSV Bayer 04 Leverkusen)                                      | 2,28     | 8. Aug.   | Christina Honsel (TV Wattenscheid 01)                 | 1,90     |
| 2019 | Berlin         | 4. Aug.   | Mateusz Przybylko (TSV Bayer 04 Leverkusen)                                      | 2,22     | 3. Aug.   | Marie-Laurence Jungfleisch (VfB Stuttgart)            | 1,90     |
| 2018 | Nürnberg       | 22. Juli  | Mateusz Przybylko (TSV Bayer 04 Leverkusen)                                      | 2,31     | 21. Juli  | Marie-Laurence Jungfleisch (VfB Stuttgart)            | 1,87     |
| 2017 | Erfurt         | 8. Juli   | Mateusz Przybylko (TSV Bayer 04 Leverkusen)                                      | 2,30     | 9. Juli   | Marie-Laurence Jungfleisch (VfB Stuttgart)            | 1,94     |
| 2016 | Kassel         | 18. Juni  | Eike Onnen (Hannover 96)                                                         | 2,20     | 19. Juni  | Marie-Laurence Jungfleisch (VfB Stuttgart)            | 1,90     |
| 2015 | Nürnberg       | 25. Juli  | David Nopper (LAZ Salamander Kornwestheim-Ludwigsburg)                           | 2,25     | 26. Juli  | Marie-Laurence Jungfleisch (LAV Stadtwerke Tübingen)  | 1,95     |
| 2014 | Ulm            | 27. Juli  | Martin Günther (LG Eintracht Frankfurt)                                          | 2,25     | 26. Juli  | Marie-Laurence Jungfleisch (LAV Stadtwerke Tübingen)  | 1,90     |
| 2013 | Ulm            | 7. Juli   | Matthias Haverney (Dresdner SC)                                                  | 2,22     | 6. Juli   | Marie-Laurence Jungfleisch (LAV Stadtwerke Tübingen)  | 1,92     |
| 2012 | Boch.-W'scheid | 17. Juni  | Eike Onnen (LG Hannover)                                                         | 2,25     | 17. Juni  | Ariane Friedrich (LG Eintracht Frankfurt)             | 1,86     |
| 2011 | Kassel         | 24. Juli  | Raúl Spank (Dresdner SC)                                                         | 2,31     | 23. Juli  | Melanie Bauschke (LG Nike Berlin)                     | 1,86     |
| 2010 | Braunschweig   | 18. Juli  | Raúl Spank (Dresdner SC)                                                         | 2,25     | 17. Juli  | Ariane Friedrich (LG Eintracht Frankfurt)             | 2,00     |
| 2009 | Ulm            | 5. Juli   | Eike Onnen (LG Hannover)                                                         | 2,26     | 4. Juli   | Ariane Friedrich (LG Eintracht Frankfurt)             | 2,01     |
| 2008 | Nürnberg       | 6. Juli   | Raúl Spank (Dresdner SC)                                                         | 2,23     | 5. Juli   | Ariane Friedrich (LG Eintracht Frankfurt)             | 2,00     |
| 2007 | Erfurt         | 22. Juli  | Benjamin Lauckner (LAC Erdgas Chemnitz)                                          | 2,26     | 21. Juli  | Ariane Friedrich (LG Eintracht Frankfurt)             | 1,93     |
| 2006 | Ulm            | 16. Juli  | Eike Onnen (LG Hannover)                                                         | 2,23     | 15. Juli  | Julia Hartmann (TSV Bayer 04 Leverkusen)              | 1,90     |
| 2005 | Boch.-W'scheid | 3. Juli   | Eike Onnen (LG Hannover)                                                         | 2,26     | 2. Juli   | Daniela Rath (TSV Bayer 04 Leverkusen)                | 1,84     |
| 2004 | Braunschweig   | 10. Juli  | Roman Fricke (TSV Bayer 04 Leverkusen)                                           | 2,17     | 11. Juli  | Ariane Friedrich (LG Eintracht Frankfurt)             | 1,90     |
| 2003 | Ulm            | 29. Juni  | Roman Fricke (TSV Bayer 04 Leverkusen)                                           | 2,25     | 28. Juni  | Melanie Skotnik (LAC Quelle Fürth/München/Würzburg)   | 1,90     |
| 2002 | Boch.-W'scheid | 7. Juli   | Martin Buß (TSV Bayer 04 Leverkusen)                                             | 2,25     | 6. Juli   | Elena Herzenberg (ABC Ludwigshafen)                   | 1,91     |
| 2001 | Stuttgart      | 1. Juli   | Martin Buß (TSV Bayer 04 Leverkusen)                                             | 2,30     | 30. Juni  | Alina Astafei (MTG Mannheim)                          | 1,84     |
| 2000 | Braunschweig   | 30. Juli  | Wolfgang Kreißig (MTG Mannheim)                                                  | 2,30     | 29. Juli  | Amewu Mensah (OSC Berlin)                             | 1,90     |
| 1999 | Erfurt         | 4. Juli   | Martin Buß (OSC Berlin)                                                          | 2,30     | 3. Juli   | Heike Henkel, geb. Redetzky (TSV Bayer 04 Leverkusen) | 1,90     |
| 1998 | Berlin         | 5. Juli   | Martin Buß (OSC Berlin)                                                          | 2,30     | 5. Juli   | Alina Astafei (MTG Mannheim)                          | 1,88     |
| 1997 | Frankfurt/M.   | 29. Juni  | Martin Buß (LAC Halensee Berlin)                                                 | 2,28     | 28. Juni  | Heike Balck (Schweriner SC)                           | 1,96     |
| 1996 | Köln           | 23. Juni  | Wolfgang Kreißig (MTG Mannheim)                                                  | 2,24     | 22. Juni  | Alina Astafei (USC Mainz)                             | 1,94     |
| 1995 | Bremen         | 2. Juli   | Wolf-Hendrik Beyer (LG Bayer Leverkusen)                                         | 2,30     | 1. Juli   | Alina Astafei (USC Mainz)                             | 1,98     |
| 1994 | Erfurt         | 3. Juli   | Wolf-Hendrik Beyer (LG Bayer Leverkusen)                                         | 2,30     | 2. Juli   | Heike Balck (Schweriner SC)                           | 1,90     |
| 1993 | Duisburg       | 11. Juli  | Wolf-Hendrik Beyer (LG Bayer Leverkusen)                                         | 2,33     | 10. Juli  | Heike Henkel, geb. Redetzky (LG Bayer Leverkusen)     | 2,00     |
| 1992 | München        | 21. Juni  | Ralf Sonn (TSG Weinheim)                                                         | 2,32     | 20. Juni  | Heike Henkel, geb. Redetzky (LG Bayer Leverkusen)     | 2,03     |
| 1991 | Hannover       | 28. Juli  | Carlo Thränhardt (OSC Berlin)                                                    | 2,25     | 27. Juli  | Heike Henkel, geb. Redetzky (LG Bayer Leverkusen)     | 2,00     |

## Meister in derBundesrepublik Deutschlandbzw. derTrizonevon 1948 bis 1990 (DLV)
| Jahr | Ort               | Männer     | Männer                                        | Männer   | Frauen     | Frauen                                            | Frauen     |
| Jahr | Ort               | Datum      | Athlet                                        | Höhe [m] | Datum      | Athletin                                          | Höhe [m]   |
| ---- | ----------------- | ---------- | --------------------------------------------- | -------- | ---------- | ------------------------------------------------- | ---------- |
| 1990 | Düsseldorf        | 12. August | Dietmar Mögenburg (TV Wattenscheid 01)        | 2,33     | 11. August | Heike Henkel, geb. Redetzky (LG Bayer Leverkusen) | 1,98       |
| 1989 | Hamburg           | 13. August | Dietmar Mögenburg (TV Wattenscheid 01)        | 2,27     | 12. August | Andrea Arens (SCC Berlin)                         | 1,98       |
| 1988 | Frankfurt am Main | 24. Juli   | Dietmar Mögenburg (OSC Berlin)                | 2,25     | 23. Juli   | Heike Redetzky (LG Bayer Leverkusen)              | 1,97       |
| 1987 | Gelsenkirchen     | 12. Juli   | Dietmar Mögenburg (OSC Berlin)                | 2,31     | 11. Juli   | Heike Redetzky (LG Bayer Leverkusen)              | 1,94       |
| 1986 | Berlin            | 12. Juli   | Carlo Thränhardt (ASV Köln)                   | 2,25     | 13. Juli   | Heike Redetzky (LG Bayer Leverkusen)              | 1,90       |
| 1985 | Stuttgart         | 3. August  | Dietmar Mögenburg (ASV Köln)                  | 2,28     | 4. August  | Heike Redetzky (TSV Kronshagen)                   | 1,89       |
| 1984 | Düsseldorf        | 23. Juni   | Dietmar Mögenburg (ASV Köln)                  | 2,26     | 24. Juni   | Heike Redetzky (TSV Kronshagen)                   | 1,91       |
| 1983 | Bremen            | 25. Juni   | Dietmar Mögenburg (ASV Köln)                  | 2,31     | 26. Juni   | Ulrike Meyfarth (LG Bayer Leverkusen)             | 2,00       |
| 1982 | München           | 25. Juli   | Dietmar Mögenburg (LG Bayer Leverkusen)       | 2,27     | 25. Juli   | Ulrike Meyfarth (LG Bayer Leverkusen)             | 2,00 (BR)  |
| 1981 | Gelsenkirchen     | 18. Juli   | Dietmar Mögenburg (LG Bayer Leverkusen)       | 2,30     | 19. Juli   | Ulrike Meyfarth (LG Bayer Leverkusen)             | 1,91       |
| 1980 | Hannover          | 16. August | Dietmar Mögenburg (LG Bayer Leverkusen)       | 2,33     | 17. August | Ulrike Meyfarth (LG Bayer Leverkusen)             | 1,90       |
| 1979 | Stuttgart         | 12. August | Gerd Nagel (LG Frankfurt)                     | 2,30     | 11. August | Ulrike Meyfarth (TuS 04 Leverkusen)               | 1,90       |
| 1978 | Köln              | 13. August | Andre Schneider (TV Wattenscheid 01)          | 2,22     | 13. August | Brigitte Holzapfel (TuS 04 Leverkusen)            | 1,95 (BRe) |
| 1977 | Hamburg           | 7. August  | Andre Schneider (TV Wattenscheid 01)          | 2,19     | 6. August  | Marlis Wilken (LG Wilhelmshaven)                  | 1,86       |
| 1976 | Frankfurt am Main | 15. August | Walter Boller (USC Mainz)                     | 2,18     | 14. August | Brigitte Holzapfel (Preussen Krefeld)             | 1,89       |
| 1975 | Gelsenkirchen     | 28. Juni   | Walter Boller (USC Mainz)                     | 2,16     | 29. Juni   | Ulrike Meyfarth (ASV Köln)                        | 1,91       |
| 1974 | Hannover          | 27. Juli   | Walter Boller (USC Mainz)                     | 2,17     | 28. Juli   | Karin Wagner (USC Mainz)                          | 1,85       |
| 1973 | Berlin            | 21. Juli   | Lothar Doster (SV Salamander Kornwestheim)    | 2,14     | 22. Juli   | Ulrike Meyfarth (ASV Köln)                        | 1,83       |
| 1972 | München           | 23. Juli   | Hermann Magerl (LG Regensburg)                | 2,15     | 21. Juli   | Ellen Mundinger (LG Offenburg)                    | 1,82       |
| 1971 | Stuttgart         | 11. Juli   | Gunther Spielvogel (TSV Bayer 04 Leverkusen)  | 2,17     | 10. Juli   | Renate Gärtner (SG Schlüchtern)                   | 1,83 (BR)  |
| 1970 | Berlin            | 9. August  | Hermann Magerl (TSV 1860 München)             | 2,12     | 8. August  | Karen Mack (TSV 1860 München)                     | 1,82 (BR)  |
| 1969 | Düsseldorf        | 17. August | Ingomar Sieghart (TSV 1860 München)           | 2,15     | 16. August | Renate Gärtner (SG Schlüchtern)                   | 1,69       |
| 1968 | Berlin            | 18. August | Thomas Zacharias (SCC Berlin)                 | 2,12     | 17. August | Charlotte Marx (USC Mainz)                        | 1,71       |
| 1967 | Stuttgart         | 6. August  | Wolfgang Schillkowski (Hannover 96)           | 2,12     | 5. August  | Hannelore Görtz (TSG Bad König)                   | 1,63       |
| 1966 | Hannover          | 7. August  | Ingomar Sieghart (TSV 1860 München)           | 2,09     | 6. August  | Friderun Valk (TSG 1846 Ulm)                      | 1,63       |
| 1965 | Duisburg          | 8. August  | Wolfgang Schillkowski (TB Wülfrath)           | 2,09     | 7. August  | Marlene Schmitz-Portz, geb. Mathei (ASV Köln)     | 1,67       |
| 1964 | Berlin            | 9. August  | Wolfgang Schillkowski (TB Wülfrath)           | 2,06     | 7. August  | Marlene Schmitz-Portz, geb. Mathei (ASV Köln)     | 1,67       |
| 1963 | Augsburg          | 11. August | Herbert Hopf (TG Würzburg)                    | 2,04     | 10. August | Marlene Schmitz-Portz, geb. Mathei (ASV Köln)     | 1,64       |
| 1962 | Hamburg           | 29. Juli   | Herbert Hopf (TG Würzburg)                    | 2,01     | 28. Juli   | Ingrid Becker (LG Geseke)                         | 1,67       |
| 1961 | Düsseldorf        | 30. Juli   | Theo Püll (VfL Wolfsburg)                     | 2,02     | 29. Juli   | Ilia Hans (SpVgg Bissingen)                       | 1,67       |
| 1960 | Berlin            | 24. Juli   | Theo Püll (VfL Wolfsburg)                     | 2,05     | 23. Juli   | Marlene Schmitz-Portz, geb. Mathei (ASV Köln)     | 1,67       |
| 1959 | Stuttgart         | 26. Juli   | Theo Püll (LG 1947 Viersen)                   | 2,00     | 25. Juli   | Marlene Matthei (ASV Köln)                        | 1,64       |
| 1958 | Hannover          | 20. Juli   | Theo Püll (LG 1947 Viersen)                   | 2,02     | 19. Juli   | Inge Kilian (Eintracht Braunschweig)              | 1,67       |
| 1957 | Düsseldorf        | 18. August | Theo Püll (LG 1947 Viersen)                   | 1,96     | 17. August | Inge Kilian (Eintracht Braunschweig)              | 1,61       |
| 1956 | Berlin            | 19. August | Theo Püll (LG 1947 Viersen)                   | 1,92     | 19. August | Inge Kilian (Eintracht Braunschweig)              | 1,55       |
| 1955 | Frankfurt am Main | 7. August  | Hans-Jürgen Jenss (VfL Wolfsburg)             | 1,90     | 6. August  | Inge Kilian (Eintracht Braunschweig)              | 1,60       |
| 1954 | Hamburg           | 7. August  | Werner Bähr (Olympia Neumünster)              | 1,96     | 8. August  | Ursula Schmückle (TSG Ulm 1846)                   | 1,60       |
| 1953 | Augsburg          | 25. Juli   | Werner Bähr (Olympia Neumünster)              | 1,90     | 26. Juli   | Hildegard Gerschler (USC Freiburg)                | 1,57       |
| 1952 | Berlin            | 28. Juni   | Werner Bähr (Olympia Neumünster)              | 1,85     | 29. Juni   | Toni Butz (TG Geislingen)                         | 1,57       |
| 1951 | Düsseldorf        | 29. Juli   | Werner Bähr (Olympia Neumünster)              | 1,91     | 28. Juli   | Margarete von Buchholtz (Stuttgarter Kickers)     | 1,55       |
| 1950 | Stuttgart         | 5. August  | Dieter Hoppenrath (CSV Marathon 1910 Krefeld) | 1,88     | 6. August  | Toni Butz (FC Singen 04)                          | 1,57       |
| 1949 | Bremen            | 6. August  | Hermann Nacke (Polizei SV Kiel)               | 1,97     | 7. August  | Margarete von Buchholtz (Stuttgarter Kickers)     | 1,61       |
| 1948 | Nürnberg          | 14. August | Ludwig Koppenwallner (VfL München)            | 1,90     | 15. August | Gertrud Pagalies (TuS Duisburg 48/99)             | 1,53       |

## Meister in derDDRbzw. derSBZvon 1948 bis 1990 (DVfL)
| Jahr | Ort                      | Datum                | Männer                                   | Männer   | Frauen                                            | Frauen   |
| Jahr | Ort                      | Datum                | Athlet                                   | Höhe [m] | Athletin                                          | Höhe [m] |
| ---- | ------------------------ | -------------------- | ---------------------------------------- | -------- | ------------------------------------------------- | -------- |
| 1990 |                          |                      | Uwe Bellmann (SC Karl-Marx-Stadt)        |          | Heike Balck (SC Traktor Schwerin)                 |          |
| 1989 | Neubrandenburg           |                      | Gerd Wessig (SC Traktor Schwerin)        |          | Heike Balck (SC Traktor Schwerin)                 |          |
| 1988 |                          |                      | Gerd Wessig (SC Traktor Schwerin)        |          | Gabriele Günz, geb. Niebling (SC DHfK Leipzig)    |          |
| 1987 |                          |                      | Matthias Grebenstein (SC Motor Jena)     |          | Susanne Beyer, geb. Helm (SC Dynamo Berlin)       |          |
| 1986 |                          |                      | Gerd Wessig (SC Traktor Schwerin)        |          | Andrea Bienias, geb. Reichstein (SC DHfK Leipzig) |          |
| 1985 | Leipzig                  | 9. bis 11. August    | Gerd Wessig (SC Traktor Schwerin)        | 2,24     | Susanne Helm (SC Dynamo Berlin)                   | 1,94     |
| 1984 | Erfurt                   | 1. bis 3. Juni       | Gerd Wessig (SC Traktor Schwerin)        | 2,27     | Andrea Bienias, geb. Reichstein (SC DHfK Leipzig) | 1,94     |
| 1983 | Karl-Marx-Stadt/Chemnitz | 16. bis 18. Juni     | Andreas Sam (SC Karl-Marx-Stadt)         | 2,24     | Susanne Helm (SC Dynamo Berlin)                   | 1,91     |
| 1982 | Dresden                  | 30. Juni bis 3. Juli | Jörg Freimuth (ASK Vorwärts Potsdam)     | 2,22     | Andrea Bienias, geb. Reichstein (SC DHfK Leipzig) | 1,94     |
| 1981 | Jena                     | 7. bis 9. August     | Rolf Beilschmidt (SC Motor Jena)         | 2,24     | Andrea Reichstein (SC DHfK Leipzig)               | 1,93     |
| 1980 | Cottbus                  | 16. bis 18. Juli     | Gerd Wessig (SC Traktor Schwerin)        | 2,30     | Rosemarie Ackermann, geb. Witschas (SC Cottbus)   | 1,94     |
| 1979 | Karl-Marx-Stadt/Chemnitz | 9. bis 12. August    | Rolf Beilschmidt (SC Motor Jena)         | 2,28     | Rosemarie Ackermann, geb. Witschas (SC Cottbus)   | 1,92     |
| 1978 |                          |                      | Rolf Beilschmidt (SC Motor Jena)         |          | Jutta Kirst, geb. Krautwurst (SC Dynamo Berlin)   |          |
| 1977 |                          |                      | Rolf Beilschmidt (SC Motor Jena)         |          | Rosemarie Ackermann, geb. Witschas (SC Cottbus)   |          |
| 1976 |                          |                      | Rolf Beilschmidt (SC Motor Jena)         |          | Rosemarie Ackermann, geb. Witschas (SC Cottbus)   |          |
| 1975 |                          |                      | Rolf Beilschmidt (SC Motor Jena)         |          | Rita Kirst, geb. Schmidt (ASK Vorwärts Potsdam)   |          |
| 1974 |                          |                      | Rolf Beilschmidt (SC Motor Jena)         |          | Rosemarie Witschas (SC Cottbus)                   |          |
| 1973 |                          |                      | Stefan Junge (SC DHfK Leipzig)           |          | Rosemarie Witschas (SC Cottbus)                   |          |
| 1972 |                          |                      | Stefan Junge (SC DHfK Leipzig)           |          | Rita Schmidt (SC DHfK Leipzig)                    |          |
| 1971 |                          |                      | Gerd Dührkop (SC Empor Rostock)          |          | Rita Schmidt (SC DHfK Leipzig)                    |          |
| 1970 |                          |                      | Herbert Hüttl (SC Magdeburg)             |          | Rita Schmidt (SC DHfK Leipzig)                    |          |
| 1969 |                          |                      | Herbert Hüttl (SC Magdeburg)             |          | Rita Schmidt (SC DHfK Leipzig)                    |          |
| 1968 |                          |                      | Rudi Köppen (SC Dynamo Berlin)           |          | Rita Schmidt (SC DHfK Leipzig)                    |          |
| 1967 |                          |                      | Rudi Köppen (SC Dynamo Berlin)           |          | Rita Schmidt (SC DHfK Leipzig)                    |          |
| 1966 |                          |                      | Werner Pfeil (SC Cottbus)                |          | Bärbel Graf (SC DHfK Leipzig)                     |          |
| 1965 |                          |                      | Waldemar Schütz (Motor Sitzendorf)       |          | Rita Gildemeister (SC Leipzig)                    |          |
| 1964 |                          |                      | Werner Pfeil (SC Cottbus)                |          | Gerda Kupferschmied (SC Karl-Marx-Stadt)          |          |
| 1963 |                          |                      | Gerd Dührkop (SC Empor Rostock)          |          | Doris Langer, geb. Walther (SC Lok Leipzig)       |          |
| 1962 |                          |                      | Gerd Dührkop (SC Empor Rostock)          |          | Doris Walther (SC Lok Leipzig)                    |          |
| 1961 |                          |                      | Gerd Dührkop (SC Empor Rostock)          |          | Renate Feige (SC Chemie Halle)                    |          |
| 1960 |                          |                      | Werner Pfeil (SC Wismut Karl-Marx-Stadt) |          | Doris Walther (SC Lok Leipzig)                    |          |
| 1959 |                          |                      | Werner Pfeil (SC Wismut Karl-Marx-Stadt) |          | Renate Feige (SC Chemie Halle)                    |          |
| 1958 |                          |                      | Werner Pfeil (SC Wismut Karl-Marx-Stadt) |          | Ellinore Riebow (SC Lok Leipzig)                  |          |
| 1957 |                          |                      | Günter Lein (SC Rotation Leipzig)        |          | Hannelore Wagner (SC Motor Jena)                  |          |
| 1956 | Erfurt                   |                      | Günter Lein (SC Rotation Leipzig)        |          | Renate Feige (SC Chemie Halle)                    |          |
| 1955 |                          |                      | Günter Lein (SC Rotation Leipzig)        |          | Ilse Leupold (SC Empor Rostock)                   |          |
| 1954 |                          |                      | Walter Meier (Einheit Mitte Halle)       |          | Brunhilde Preuß (Chemie Bernburg)                 |          |
| 1953 |                          |                      | Dieter Richter (Motor Zeiss Jena)        |          | Inge Weber (Motor Zeiss Jena)                     |          |
| 1952 |                          |                      | Walter Meier (Einheit Mitte Halle)       |          | Brunhilde Preuß (Chemie Bernburg)                 |          |
| 1951 | Erfurt                   | 13. bis 15. Juli     | Walter Meier (Einheit Mitte Halle)       |          | Brunhilde Preuß (Chemie Bernburg)                 |          |
| 1950 |                          |                      | Walter Meier (Einheit Mitte Halle)       |          | I. Karsten (Einheit Rostock)                      |          |
| 1949 |                          |                      | Karl-Heinz Langhoff (Rostock)            |          | Meitzner (Erxleben)                               |          |
| 1948 |                          |                      | Karl-Heinz Langhoff (Rostock)            |          | Gehrke (Rügen)                                    |          |

## Deutsche Meister 1903 bis 1947 (DLV)
| Jahr | Männer                                                      | Männer                                                      | Männer                                                      | Männer                                                      | Frauen                                                                   | Frauen                                                                   | Frauen                                                                   | Frauen                                                                   |
| Jahr | Ort                                                         | Datum                                                       | Athlet                                                      | Höhe [m]                                                    | Ort                                                                      | Datum                                                                    | Athletin                                                                 | Höhe [m]                                                                 |
| ---- | ----------------------------------------------------------- | ----------------------------------------------------------- | ----------------------------------------------------------- | ----------------------------------------------------------- | ------------------------------------------------------------------------ | ------------------------------------------------------------------------ | ------------------------------------------------------------------------ | ------------------------------------------------------------------------ |
| 1947 | Köln                                                        | 9. Aug.                                                     | Ludwig Koppenwallner (VfL München)                          | 1,95                                                        | Köln                                                                     | 10. Aug.                                                                 | Erika Eckelt (MTV 1879 München)                                          | 1,60                                                                     |
| 1946 | Frankfurt/M.                                                | 25. Aug.                                                    | Bernd Naumann (SC Frankfurt 1880)                           | 1,80                                                        | Frankfurt/M.                                                             | 24. Aug.                                                                 | Erika Eckelt (MTV 1879 München)                                          | 1,57                                                                     |
| 1945 | kriegsbedingt keine Deutschen Leichtathletikmeisterschaften | kriegsbedingt keine Deutschen Leichtathletikmeisterschaften | kriegsbedingt keine Deutschen Leichtathletikmeisterschaften | kriegsbedingt keine Deutschen Leichtathletikmeisterschaften | kriegsbedingt keine Deutschen Leichtathletikmeisterschaften              | kriegsbedingt keine Deutschen Leichtathletikmeisterschaften              | kriegsbedingt keine Deutschen Leichtathletikmeisterschaften              | kriegsbedingt keine Deutschen Leichtathletikmeisterschaften              |
| 1944 | kriegsbedingt keine Deutschen Leichtathletikmeisterschaften | kriegsbedingt keine Deutschen Leichtathletikmeisterschaften | kriegsbedingt keine Deutschen Leichtathletikmeisterschaften | kriegsbedingt keine Deutschen Leichtathletikmeisterschaften | kriegsbedingt keine Deutschen Leichtathletikmeisterschaften              | kriegsbedingt keine Deutschen Leichtathletikmeisterschaften              | kriegsbedingt keine Deutschen Leichtathletikmeisterschaften              | kriegsbedingt keine Deutschen Leichtathletikmeisterschaften              |
| 1943 | Berlin                                                      | 25. Juli                                                    | Karl-Heinz Langhoff (WKG Heinkel Rostock)                   | 1,94                                                        | Berlin                                                                   | 25. Juli                                                                 | Gunda Friedrich (TG Würzburg)                                            | 1,60                                                                     |
| 1942 | Berlin                                                      | 26. Juli                                                    | Karl-Heinz Langhoff (WKG Heinkel Rostock)                   | 1,58                                                        | Berlin                                                                   | 25. Juli                                                                 | Elfriede Schall (IG-SV Frankfurt)                                        |                                                                          |
| 1941 | Berlin                                                      | 19. Juli                                                    | Hermann Nacke (TSM Otto Schott Jena)                        | 1,94                                                        | Berlin                                                                   | 20. Juli                                                                 | Erika Eckelt (MTV 1879 München)                                          | 1,54                                                                     |
| 1940 | Berlin                                                      | 10. Aug.                                                    | Hermann Nacke (TSM Otto Schott Jena)                        | 1,93                                                        | Berlin                                                                   | 11. Aug.                                                                 | Gunda Friedrich (TG Würzburg)                                            | 1,60                                                                     |
| 1939 | Berlin                                                      | 9. Juli                                                     | Günther Gehmert (DSC Berlin)                                | 1,95                                                        | Berlin                                                                   | 8. Juli                                                                  | Feodora Gräfin zu Solms (MSV Wünsdorf)                                   | 1,60                                                                     |
| 1938 | Breslau                                                     | 30. Juli                                                    | Gustav Weinkötz (ASV Köln)                                  | 1,90                                                        | Breslau                                                                  | 30. Juli                                                                 | Gunda Friedrich (TG Würzburg)                                            | 1,57                                                                     |
| 1937 | Berlin                                                      | 25. Juli                                                    | Gustav Weinkötz (ASV Köln)                                  | 1,93                                                        | Berlin                                                                   | 24. Juli                                                                 | Elfriede Kaun (Kieler TV)                                                | 1,57                                                                     |
| 1936 | Berlin                                                      | 12. Juli                                                    | Gustav Weinkötz (ASV Köln)                                  | 1,93                                                        | Berlin                                                                   | 11. Juli                                                                 | Elfriede Kaun (Kieler TV)                                                | 1,54                                                                     |
| 1935 | Berlin                                                      | 4. Aug.                                                     | Gustav Weinkötz (ASV Köln)                                  | 1,93                                                        | Berlin                                                                   | 3. Aug.                                                                  | Elfriede Kaun (Kieler TV)                                                | 1,53                                                                     |
| 1934 | Nürnberg                                                    | 28. Juli                                                    | Wilhelm Ladewig (DSC Berlin)                                | 1,94                                                        | Nürnberg                                                                 | 27. Juli                                                                 | Selma Grieme (Sportfreunde Bremen)                                       | 1,58                                                                     |
| 1933 | Köln                                                        | 13. Aug.                                                    | Werner Bornhöfft (ATV Limbach)                              | 1,94                                                        | Weimar                                                                   | 19. Aug.                                                                 | Ilse Niederhoff (TV Velbert)                                             | 1,58                                                                     |
| 1932 | Hannover                                                    | 3. Juli                                                     | Werner Bornhöfft (ATV Limbach)                              | 1,93                                                        | Berlin                                                                   | 2. Juli                                                                  | Ilse Niederhoff (TV Velbert)                                             | 1,53                                                                     |
| 1931 | Berlin                                                      | 2. Aug.                                                     | Fritz Köpke (SC Preußen Stettin)                            | 1,86                                                        | Magdeburg                                                                | 1. Aug.                                                                  | Selma Grieme (Sportfreunde Bremen)                                       | 1,50                                                                     |
| 1930 | Berlin                                                      | 3. Aug.                                                     | Helmut Rosenthal (VfK Königsberg)                           | 1,885                                                       | Lennep                                                                   | 2. Aug.                                                                  | Helma Notte (TV Grafenberg Düsseldorf)                                   | 1,52                                                                     |
| 1929 | Stettin                                                     | 21. Juli                                                    | Fritz Köpke (SC Preußen Stettin)                            | 1,90                                                        | Frankfurt/M.                                                             | 20. Juli                                                                 | Inge Braumüller (DFSC Berlin)                                            | 1,45                                                                     |
| 1928 | Düsseldorf                                                  | 15. Juli                                                    | Wolf Boneder (SSV Jahn Regensburg)                          | 1,905                                                       | Berlin                                                                   | 14. Juli                                                                 | Helma Notte (TV Grafenberg Düsseldorf)                                   | 1,52                                                                     |
| 1927 | Berlin                                                      | 16. Juli                                                    | Otto Betz (DSC Berlin)                                      | 1,88                                                        | Breslau                                                                  | 6. Aug.                                                                  | Elisabeth Bonetsmüller (TSV 1860 München)                                | 1,45                                                                     |
| 1926 | Leipzig                                                     | 7. Aug.                                                     | Fritz Huhn (VfB Jena)                                       | 1,80                                                        | Braunschweig                                                             | 22. Aug.                                                                 | Eva von Bredow (SC Brandenburg Berlin)                                   | 1,495                                                                    |
| 1925 | Berlin                                                      | 8. Aug.                                                     | Max Skorczinski (Polizei SV Berlin)                         | 1,88                                                        | Leipzig                                                                  | 6. Sept.                                                                 | Eva von Bredow (SC Brandenburg Berlin)                                   | 1,415                                                                    |
| 1924 | Stettin                                                     | 9. Aug.                                                     | Max Skorczinski (Polizei SV Berlin)                         | 1,77                                                        | Stettin                                                                  | 10. Aug.                                                                 | Marie Heister (Frisia Wilhelmshaven)                                     | 1,43                                                                     |
| 1923 | Frankfurt/M.                                                | 18. Aug.                                                    | Fritz Huhn (VfB Jena)                                       | 1,74                                                        | Frankfurt/M.                                                             | 19. Aug.                                                                 | Anni Müller (MTV Torgau)                                                 | 1,41                                                                     |
| 1922 | Duisburg                                                    | 18. Aug.                                                    | Ernst Fritzmann (SCC Berlin)                                | 1,843                                                       | Duisburg                                                                 | 19. Aug.                                                                 | Änne Kuhlmann (Preußen Münster)                                          | 1,39                                                                     |
| 1921 | Hamburg                                                     | 20. Aug.                                                    | Ernst Fritzmann (SCC Berlin)                                | 1,805                                                       | Wettbewerb für Frauen noch nicht im Meisterschaftsprogramm               | Wettbewerb für Frauen noch nicht im Meisterschaftsprogramm               | Wettbewerb für Frauen noch nicht im Meisterschaftsprogramm               | Wettbewerb für Frauen noch nicht im Meisterschaftsprogramm               |
| 1920 | Dresden                                                     | 14. Aug.                                                    | Ernst Fritzmann (Turngemeinde in Berlin)                    | 1,815                                                       | Wettbewerb für Frauen noch nicht im Meisterschaftsprogramm               | Wettbewerb für Frauen noch nicht im Meisterschaftsprogramm               | Wettbewerb für Frauen noch nicht im Meisterschaftsprogramm               | Wettbewerb für Frauen noch nicht im Meisterschaftsprogramm               |
| 1919 | Nürnberg                                                    | 24. Aug.                                                    | Ernst Fritzmann (Turngemeinde in Berlin)                    | 1,775                                                       | Deutsche Leichtathletikmeisterschaften für Frauen noch nicht ausgetragen | Deutsche Leichtathletikmeisterschaften für Frauen noch nicht ausgetragen | Deutsche Leichtathletikmeisterschaften für Frauen noch nicht ausgetragen | Deutsche Leichtathletikmeisterschaften für Frauen noch nicht ausgetragen |
| 1918 | Berlin                                                      | 25. Aug.                                                    | Carl Schelenz (BTSV 1850 Berlin)                            | 1,75                                                        | Deutsche Leichtathletikmeisterschaften für Frauen noch nicht ausgetragen | Deutsche Leichtathletikmeisterschaften für Frauen noch nicht ausgetragen | Deutsche Leichtathletikmeisterschaften für Frauen noch nicht ausgetragen | Deutsche Leichtathletikmeisterschaften für Frauen noch nicht ausgetragen |
| 1917 | Berlin                                                      | 5. Aug.                                                     | Martin Gewerth (FC Halle 96)                                | 1,60                                                        | Deutsche Leichtathletikmeisterschaften für Frauen noch nicht ausgetragen | Deutsche Leichtathletikmeisterschaften für Frauen noch nicht ausgetragen | Deutsche Leichtathletikmeisterschaften für Frauen noch nicht ausgetragen | Deutsche Leichtathletikmeisterschaften für Frauen noch nicht ausgetragen |
| 1916 | Leipzig                                                     | 27. Aug.                                                    | Schorm (Teutonia 1899 Berlin)                               | 1,76                                                        | Deutsche Leichtathletikmeisterschaften für Frauen noch nicht ausgetragen | Deutsche Leichtathletikmeisterschaften für Frauen noch nicht ausgetragen | Deutsche Leichtathletikmeisterschaften für Frauen noch nicht ausgetragen | Deutsche Leichtathletikmeisterschaften für Frauen noch nicht ausgetragen |
| 1915 | Berlin                                                      | 19. Sept.                                                   | Hans Liesche (Eimsbütteler TV)                              | 1,75                                                        | Deutsche Leichtathletikmeisterschaften für Frauen noch nicht ausgetragen | Deutsche Leichtathletikmeisterschaften für Frauen noch nicht ausgetragen | Deutsche Leichtathletikmeisterschaften für Frauen noch nicht ausgetragen | Deutsche Leichtathletikmeisterschaften für Frauen noch nicht ausgetragen |
| 1914 | kriegsbedingt keine Deutschen Leichtathletikmeisterschaften | kriegsbedingt keine Deutschen Leichtathletikmeisterschaften | kriegsbedingt keine Deutschen Leichtathletikmeisterschaften | kriegsbedingt keine Deutschen Leichtathletikmeisterschaften | Deutsche Leichtathletikmeisterschaften für Frauen noch nicht ausgetragen | Deutsche Leichtathletikmeisterschaften für Frauen noch nicht ausgetragen | Deutsche Leichtathletikmeisterschaften für Frauen noch nicht ausgetragen | Deutsche Leichtathletikmeisterschaften für Frauen noch nicht ausgetragen |
| 1913 | Breslau                                                     | 17. Aug.                                                    | Hans Liesche (Eimsbütteler TV)                              | 1,77                                                        | Deutsche Leichtathletikmeisterschaften für Frauen noch nicht ausgetragen | Deutsche Leichtathletikmeisterschaften für Frauen noch nicht ausgetragen | Deutsche Leichtathletikmeisterschaften für Frauen noch nicht ausgetragen | Deutsche Leichtathletikmeisterschaften für Frauen noch nicht ausgetragen |
| 1912 | Duisburg                                                    | 18. Aug.                                                    | Hans Liesche (Eimsbütteler TV)                              | 1,87                                                        | Deutsche Leichtathletikmeisterschaften für Frauen noch nicht ausgetragen | Deutsche Leichtathletikmeisterschaften für Frauen noch nicht ausgetragen | Deutsche Leichtathletikmeisterschaften für Frauen noch nicht ausgetragen | Deutsche Leichtathletikmeisterschaften für Frauen noch nicht ausgetragen |
| 1911 | Dresden                                                     | 20. Aug.                                                    | Hans Liesche (Eimsbütteler TV)                              | 1,82                                                        | Deutsche Leichtathletikmeisterschaften für Frauen noch nicht ausgetragen | Deutsche Leichtathletikmeisterschaften für Frauen noch nicht ausgetragen | Deutsche Leichtathletikmeisterschaften für Frauen noch nicht ausgetragen | Deutsche Leichtathletikmeisterschaften für Frauen noch nicht ausgetragen |
| 1910 | Frankfurt/M.                                                | 28. Aug.                                                    | Robert Pasemann (Kieler FV 1900)                            | 1,75                                                        | Deutsche Leichtathletikmeisterschaften für Frauen noch nicht ausgetragen | Deutsche Leichtathletikmeisterschaften für Frauen noch nicht ausgetragen | Deutsche Leichtathletikmeisterschaften für Frauen noch nicht ausgetragen | Deutsche Leichtathletikmeisterschaften für Frauen noch nicht ausgetragen |
| 1909 | Frankfurt/M.                                                | 29. Aug.                                                    | Robert Pasemann (Kieler FV 1900)                            | 1,70                                                        | Deutsche Leichtathletikmeisterschaften für Frauen noch nicht ausgetragen | Deutsche Leichtathletikmeisterschaften für Frauen noch nicht ausgetragen | Deutsche Leichtathletikmeisterschaften für Frauen noch nicht ausgetragen | Deutsche Leichtathletikmeisterschaften für Frauen noch nicht ausgetragen |
| 1908 | Berlin                                                      | 16. Aug.                                                    | Otto Buchmann (SC Komet Berlin)                             | 1,71                                                        | Deutsche Leichtathletikmeisterschaften für Frauen noch nicht ausgetragen | Deutsche Leichtathletikmeisterschaften für Frauen noch nicht ausgetragen | Deutsche Leichtathletikmeisterschaften für Frauen noch nicht ausgetragen | Deutsche Leichtathletikmeisterschaften für Frauen noch nicht ausgetragen |
| 1907 | Breslau                                                     | 18. Aug.                                                    | Arthur Mallwitz (Berliner Sport-Club)                       | 1,62                                                        | Deutsche Leichtathletikmeisterschaften für Frauen noch nicht ausgetragen | Deutsche Leichtathletikmeisterschaften für Frauen noch nicht ausgetragen | Deutsche Leichtathletikmeisterschaften für Frauen noch nicht ausgetragen | Deutsche Leichtathletikmeisterschaften für Frauen noch nicht ausgetragen |
| 1906 | Hannover                                                    | 2. Sept.                                                    | Paul Weinstein (Sportfreunde Halle)                         | 1,66                                                        | Deutsche Leichtathletikmeisterschaften für Frauen noch nicht ausgetragen | Deutsche Leichtathletikmeisterschaften für Frauen noch nicht ausgetragen | Deutsche Leichtathletikmeisterschaften für Frauen noch nicht ausgetragen | Deutsche Leichtathletikmeisterschaften für Frauen noch nicht ausgetragen |
| 1905 | Leipzig                                                     | 23. Juli                                                    | Paul Weinstein (Sportfreunde Halle)                         | 1,66                                                        | Deutsche Leichtathletikmeisterschaften für Frauen noch nicht ausgetragen | Deutsche Leichtathletikmeisterschaften für Frauen noch nicht ausgetragen | Deutsche Leichtathletikmeisterschaften für Frauen noch nicht ausgetragen | Deutsche Leichtathletikmeisterschaften für Frauen noch nicht ausgetragen |
| 1904 | München                                                     | 10. Juli                                                    | Hans Buchheit (MTV München)                                 | 1,66                                                        | Deutsche Leichtathletikmeisterschaften für Frauen noch nicht ausgetragen | Deutsche Leichtathletikmeisterschaften für Frauen noch nicht ausgetragen | Deutsche Leichtathletikmeisterschaften für Frauen noch nicht ausgetragen | Deutsche Leichtathletikmeisterschaften für Frauen noch nicht ausgetragen |
| 1903 | Hannover                                                    | 30. Aug.                                                    | Paul Weinstein (Freie akademische Turnerschaft Halle)       | 1,65                                                        | Deutsche Leichtathletikmeisterschaften für Frauen noch nicht ausgetragen | Deutsche Leichtathletikmeisterschaften für Frauen noch nicht ausgetragen | Deutsche Leichtathletikmeisterschaften für Frauen noch nicht ausgetragen | Deutsche Leichtathletikmeisterschaften für Frauen noch nicht ausgetragen |